# Andrea Masciarelli
Andrea Masciarelli (Pescara, 2 settembre 1982) è un ex ciclista su strada italiano, professionista dal 2003 al 2013 e due volte al via del Giro d'Italia.

## Carriera
Cresciuto in una famiglia di ciclisti (è figlio di Palmiro Masciarelli e fratello di Francesco e Simone), nel 2000 indossò la divisa della Nazionale italiana juniores, partecipando alla corsa in linea di categoria dei Campionati del mondo di Plouay, senza terminare la prova. Fu quindi attivo tra i dilettanti nel biennio 2001-2002, piazzandosi quarto al Gran Premio Capodarco e al tricolore Under-23 al secondo anno.
Passò professionista nel 2003 nella Vini Caldirola di Mauro Gianetti, passando poi, nel 2005, all'Acqua & Sapone diretta dal padre. Non ha mai colto successi da pro, è tuttavia salito sul gradino più basso del podio al Giro del Veneto 2008 e ha terminato al quarto posto al Gran Premio Nobili Rubinetterie 2004 ed al Trofeo Matteotti 2007. Al servizio del capitano Stefano Garzelli ha corso due edizioni del Giro d'Italia, terminando quella del 2009 all'ottantaseiesimo posto.

## Piazzamenti

### Grandi Giri
- Giro d'Italia

2009: 86º
2010: ritirato (8ª tappa)

### Classiche monumento
- Liegi-Bastogne-Liegi

2010: 95º
- Giro di Lombardia

2004: 35º
2006: 64º
2009: 56º
2012: ritirato

### Competizioni mondiali
- Campionati del mondo

Plouay 2000 - In linea Juniors: 18º